# خوتا کوفلوسکا
خوتا کوفلوسکا (به لهستانی:  Huta Kuflewska) یک روستا در لهستان است که در گمینا تسگووو واقع شده‌است.